# فعلاً بنوش بعداً کار کن
فعلاً بنوش بعداً کار کن (انگلیسی: Work Later, Drink Now; کره‌ای: 술꾼도시여자들) یک مجموعه تلویزیونی محصول کره جنوبی بر پایه وب‌تونی در کاکائو وب‌تون به نام Drinker City Women اثر میک‌کانگ و با بازی لی سون بین، هان سون هوا، جونگ اون جی و چوی شی وون است. فصل اول از ۲۲ اکتبر تا ۲۶ نوامبر ۲۰۲۱، از تیوینگ برای ۱۲ قسمت پخش شد. فصل دوم از ۹ دسامبر ۲۰۲۲ تا ۱۳ ژانویه ۲۰۲۳، از تیوینگ برای ۱۲ قسمت پخش شد.
فصل اول دوباره از ۳ تا ۱۸ فوریه ۲۰۲۲، روزهای چهارشنبه و پنجشنبه ساعت ۲۲:۳۰ (کی‌اس‌تی) از تی‌وی‌ان برای ۵ قسمت پخش شد.

## بازیگران

### اصلی
- لی سون بین در نقش آن سو هی[۵]

یک نویسنده پخش معتاد به کار
- هان سون هوا در نقش هان جی یون[۵]

یک مربی یوگا
- جونگ اون جی در نقش کانگ جی گو[۵]

یک یوتیوبر اوریگامی
- چوی شی وون در نقش کانگ بوک گو[۶]

یک تهیه‌کننده سرگرمی در دپارتمانی که آن سو هی کار می‌کند